# Euserica lucipeta
Euserica lucipeta é uma espécie de insetos coleópteros polífagos pertencente à família Melolonthidae.
A autoridade científica da espécie é Baraud, tendo sido descrita no ano de 1965.
Trata-se de uma espécie presente no território português.